# Giochi della IX Olimpiade
I Giochi della IX Olimpiade (in olandese: Spelen van de IXe Olympiade), noti anche come Amsterdam 1928, si sono svolti ad Amsterdam, nei Paesi Bassi, dal 28 luglio al 12 agosto 1928. Sono ricordati per essere stati i primi Giochi in cui vennero ammesse le donne alle gare di atletica leggera.

## Sviluppo e preparazione

### Organizzazione

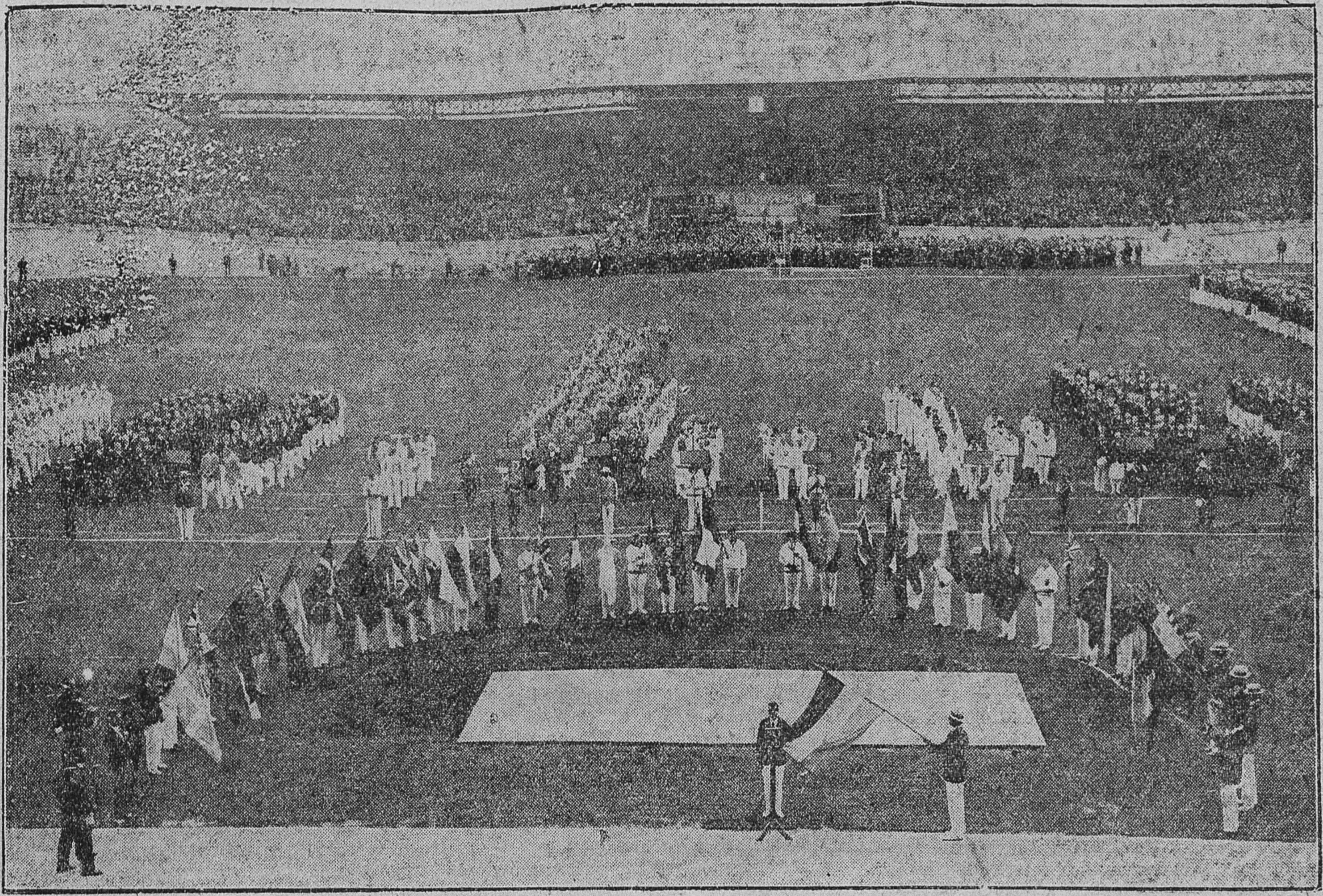
La cerimonia d'apertura

La capitale olandese aveva già presentato la sua candidatura per i Giochi del 1920 e del 1924, ma prima l'omaggio del mondo al Belgio martoriato dalla guerra, e poi l'esplicita richiesta del barone de Coubertin di affidare l'organizzazione della manifestazione a Parigi, le avevano negato la possibilità di fare il proprio esordio tra le città olimpiche.
La regina Wilhelmina, in quel momento in viaggio in Norvegia, non poté presenziare alla cerimonia di apertura, il 28 luglio: l’onore di aprire i Giochi toccò così al suo consorte, il principe Hendrik, autorizzato dalla sovrana stessa a fare le sue veci. Non fu peraltro la prima volta che non fu il capo di Stato del Paese ospitante ad aprire le Olimpiadi: nel 1904, infatti, fu il presidente del comitato organizzatore dei Giochi di Saint Louis David Francis ad avere tale onore, e non, come da prassi, il presidente degli Stati Uniti, che allora era Theodore Roosevelt. 
Per la prima volta la passerella degli atleti fu guidata dalla rappresentativa greca per terminare con i membri della squadra del paese ospitante. Inoltre, il rito dell'accensione del braciere olimpico, già sperimentato quattro anni prima a Parigi, divenne ufficiale. Questi giochi sono stati i primi a presentare un programma standard di circa 16 giorni, che è ancora tutt'oggi in uso.

I Giochi olimpici olandesi si svolsero in un clima abbastanza tranquillo. Gli echi di guerra erano ancora lontani; la Germania, al suo ritorno ai Giochi dopo sedici anni di assenza, era ancora una democrazia e l'economia non aveva ancora conosciuto le difficoltà che sarebbero conseguite al "Martedì nero". Ancora una volta non si presentò ai blocchi di partenza la Russia. Nonostante alcuni problemi di organizzazione (la costruzione del villaggio olimpico non venne terminata in tempo, la rappresentativa italiana si arrangiò alloggiando in un piroscafo), l'edizione riscosse un buon successo di critica e pubblico. La Coca-Cola diventò il primo sponsor olimpico.

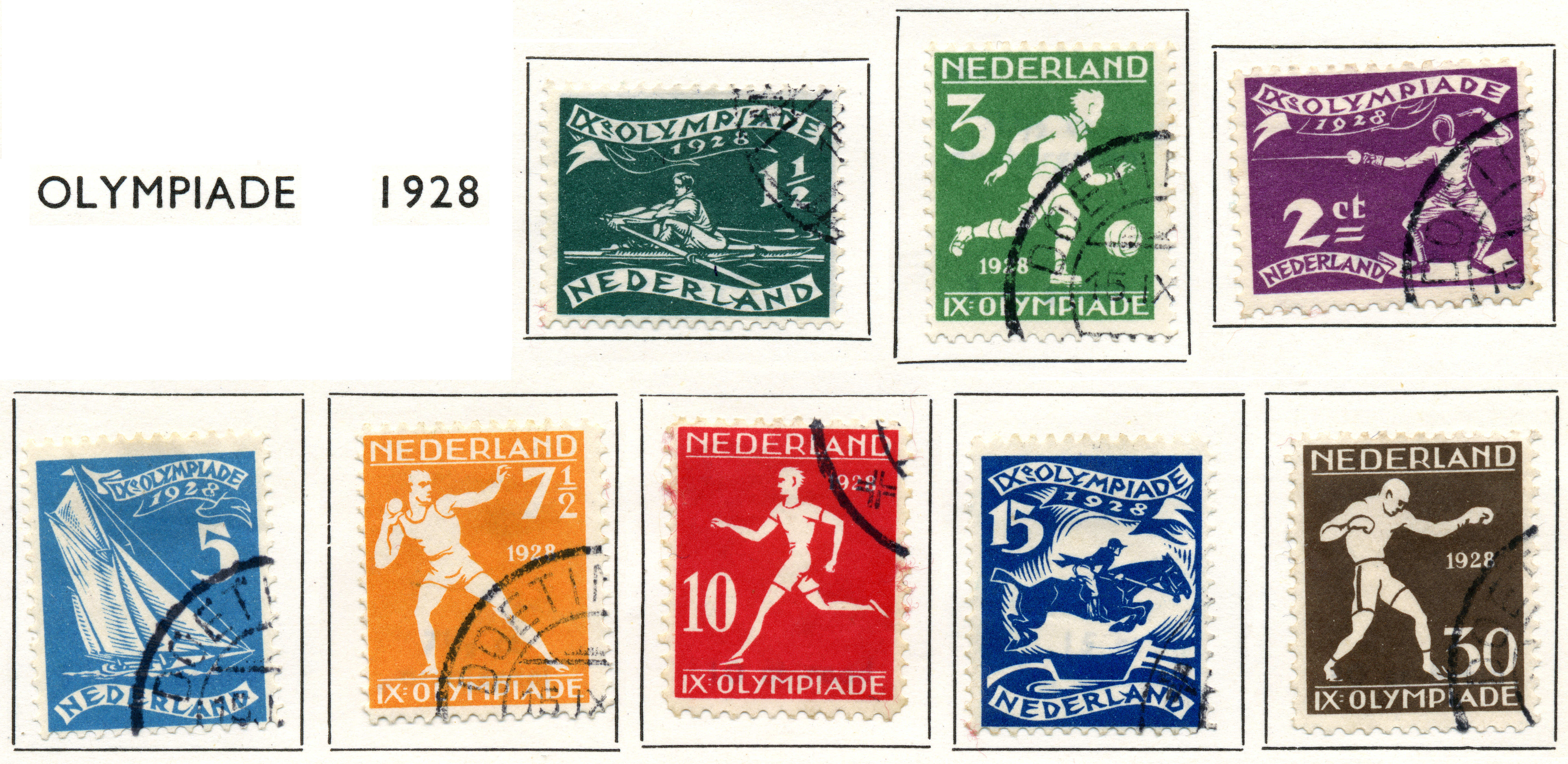
Una serie di francobolli olandesi emessi nel 1928 per i Giochi olimpici

### Sedi di gara

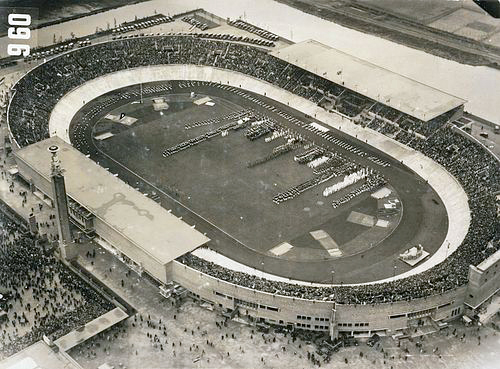
Lo stadio di Amsterdam nel 1928

- Amersfoort - Pentathlon moderno (equitazione)
- Amsterdam - Ciclismo (strada)
- Buiten Y - Vela
- Hilversum - Equestre (non salto eventi), pentathlon moderno (in esecuzione)
- Krachtsportgebouw - Boxe, pesi, Lotta libera
- Monnikenhuize - Calcio
- Stadion Vecchio - Hockey su prato
- Sport Olympic Park Swim Stadium - Tuffi, pentathlon moderno (nuoto), Nuoto, Pallanuoto
- Stadio Olimpico - atletica, ciclismo (pista), equitazione (salto), Hockey su prato, calcio, ginnastica
- Rotterdam Sparta Stadion Het Kasteel - Calcio
- Schermzaal - Scherma, Pentathlon Moderno (scherma)
- Sloten - Canottaggio
- Zeeburg Shooting Grounds - Pentathlon moderno (tiro)
- Zuiderzee - Vela

## I Giochi

### Paesi partecipanti

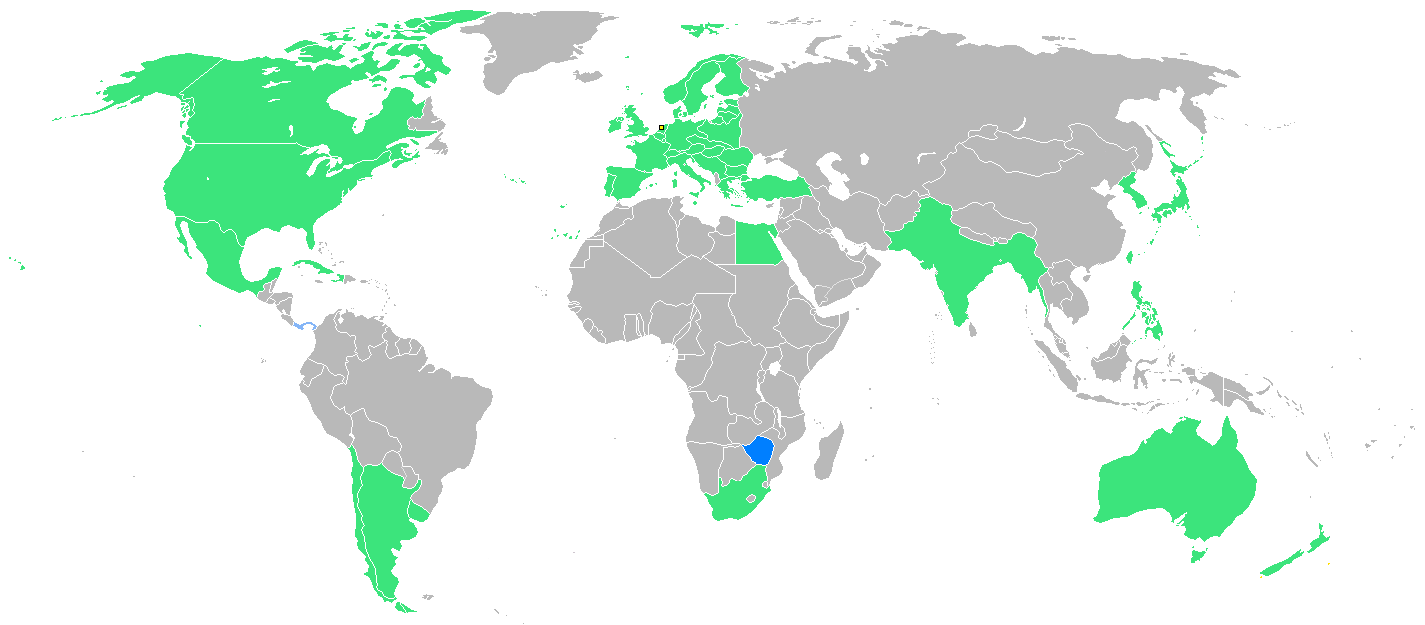
Mappa dei paesi partecipanti.

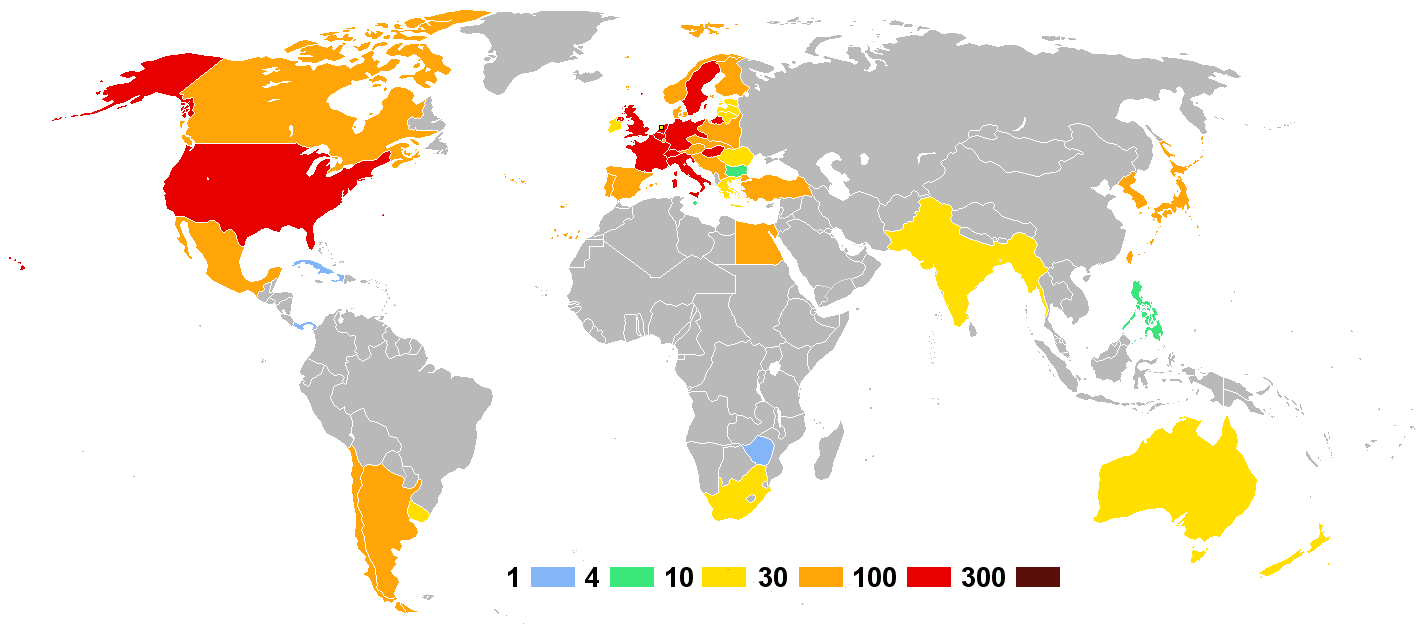
Numero di atleti partecipanti per paese.

In totale 46 paesi presero parte ai Giochi della IX Olimpiade. Malta, Panama, e la Rhodesia Meridionale parteciparono per la prima volta ai Giochi olimpici, mentre il Brasile e l'Ecuador, che erano stati presenti ai precedenti Giochi olimpici di Parigi 1924, furono assenti in questa edizione. Ritornò a partecipare anche la Germania, che era stata bandita dai Giochi del 1920 e del 1924 per il suo ruolo nella prima guerra mondiale.
In elenco i paesi partecipanti in ordine alfabetico (tra parentesi il numero di atleti per delegazione):
- Argentina (81)
- Australia (18)
- Austria (73)
- Belgio (186)
- Bulgaria (5)
- Canada (69)
- Cile (38)
- Cuba (1)
- Cecoslovacchia (70)
- Danimarca (91)
- Estonia (20)
- Egitto (32)
- Finlandia (69)
- Francia (255)
- Germania (296)
- Gran Bretagna (232)
- Grecia (23)
- Haiti (2)
- Ungheria (109)
- India Britannica (21)
- Irlanda (27)
- Italia (174)
- Giappone (43)
- Lettonia (14)
- Lituania (12)
- Lussemburgo (46)
- Malta (9)
- Messico (30)
- Monaco (7)
- Paesi Bassi (264)
- Nuova Zelanda (10)
- Norvegia (52)
- Panama (1)
- Filippine (4)
- Polonia (93)
- Portogallo (31)
- Rhodesia (2)
- Romania (29)
- Sudafrica (24)
- Spagna (80)
- Svizzera (133)
- Svezia (100)
- Turchia (31)
- Stati Uniti (280)
- Uruguay (22)
- Jugoslavia (34)

### Discipline

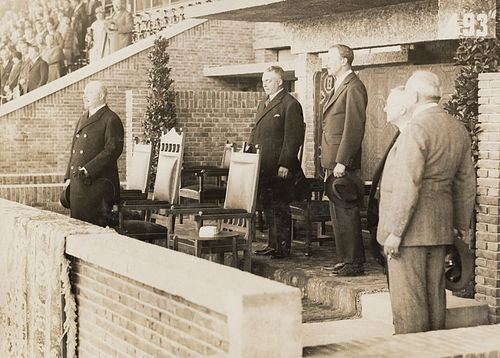
Il principe Hendrik assiste a una partita di calcio tra Uruguay e Paesi Bassi

Per la prima volta le donne vennero ammesse alle gare di atletica leggera. Di seguito l'elenco degli sport presenti ai Giochi della IX Olimpiade:
| - Atletica leggera - Calcio - Canottaggio - Ciclismo - Equitazione | - Ginnastica - Hockey su prato - Lotta - Nuoto, Pallanuoto e Tuffi | - Pentathlon moderno - Pugilato - Sollevamento pesi - Scherma - Vela |

Dimostrazioni
- Kaatsen (dimostrazione non ufficiale)
- Korfball
- Lacrosse

## Risultati

### Medagliere
Delle 46 nazioni partecipanti, ben 33 conquistarono almeno una medaglia (numero che verrà superato soltanto nell'edizione del 1948). La prestazione dell'Italia non soddisfece appieno Benito Mussolini, che perciò estromise Lando Ferretti dalla carica di presidente del CONI. Delusero anche gli Stati Uniti che, anche a causa delle prestazioni non esaltanti nell'atletica leggera, guadagnarono meno della metà degli ori conquistati a Parigi, riducendo di almeno un terzo anche il numero delle medaglie d'argento e di bronzo.
| Pos.   | Paese            | Oro | Argento | Bronzo | Totale |
| ------ | ---------------- | --- | ------- | ------ | ------ |
| 1      | Stati Uniti      | 22  | 18      | 16     | 56     |
| 2      | Germania         | 10  | 7       | 14     | 31     |
| 3      | Finlandia        | 8   | 8       | 9      | 25     |
| 4      | Svezia           | 7   | 6       | 12     | 25     |
| 5      | Italia           | 7   | 5       | 7      | 19     |
| 6      | Svizzera         | 7   | 4       | 4      | 15     |
| 7      | Francia          | 6   | 10      | 5      | 21     |
| 8      | Paesi Bassi      | 6   | 9       | 4      | 19     |
| 9      | Ungheria         | 4   | 5       | 0      | 9      |
| 10     | Canada           | 4   | 4       | 7      | 15     |
| 11     | Gran Bretagna    | 3   | 10      | 7      | 20     |
| 12     | Argentina        | 3   | 3       | 1      | 7      |
| 13     | Danimarca        | 3   | 1       | 2      | 6      |
| 14     | Cecoslovacchia   | 2   | 5       | 2      | 9      |
| 15     | Giappone         | 2   | 2       | 1      | 5      |
| 16     | Estonia          | 2   | 1       | 2      | 5      |
| 17     | Egitto           | 2   | 1       | 1      | 4      |
| 18     | Austria          | 2   | 0       | 1      | 3      |
| 19     | Australia        | 1   | 2       | 1      | 4      |
| 19     | Norvegia         | 1   | 2       | 1      | 4      |
| 21     | Jugoslavia       | 1   | 1       | 3      | 5      |
| 21     | Polonia          | 1   | 1       | 3      | 5      |
| 23     | Sudafrica        | 1   | 0       | 2      | 3      |
| 24     | Irlanda          | 1   | 0       | 0      | 1      |
| 24     | Uruguay          | 1   | 0       | 0      | 1      |
| 24     | Spagna           | 1   | 0       | 0      | 1      |
| 24     | India Britannica | 1   | 0       | 0      | 1      |
| 24     | Nuova Zelanda    | 1   | 0       | 0      | 1      |
| 29     | Belgio           | 0   | 1       | 2      | 3      |
| 30     | Cile             | 0   | 1       | 0      | 1      |
| 30     | Haiti            | 0   | 1       | 0      | 1      |
| 32     | Filippine        | 0   | 0       | 1      | 1      |
| 32     | Portogallo       | 0   | 0       | 1      | 1      |
| Totale | Totale           | 110 | 108     | 109    | 327    |

### Protagonisti

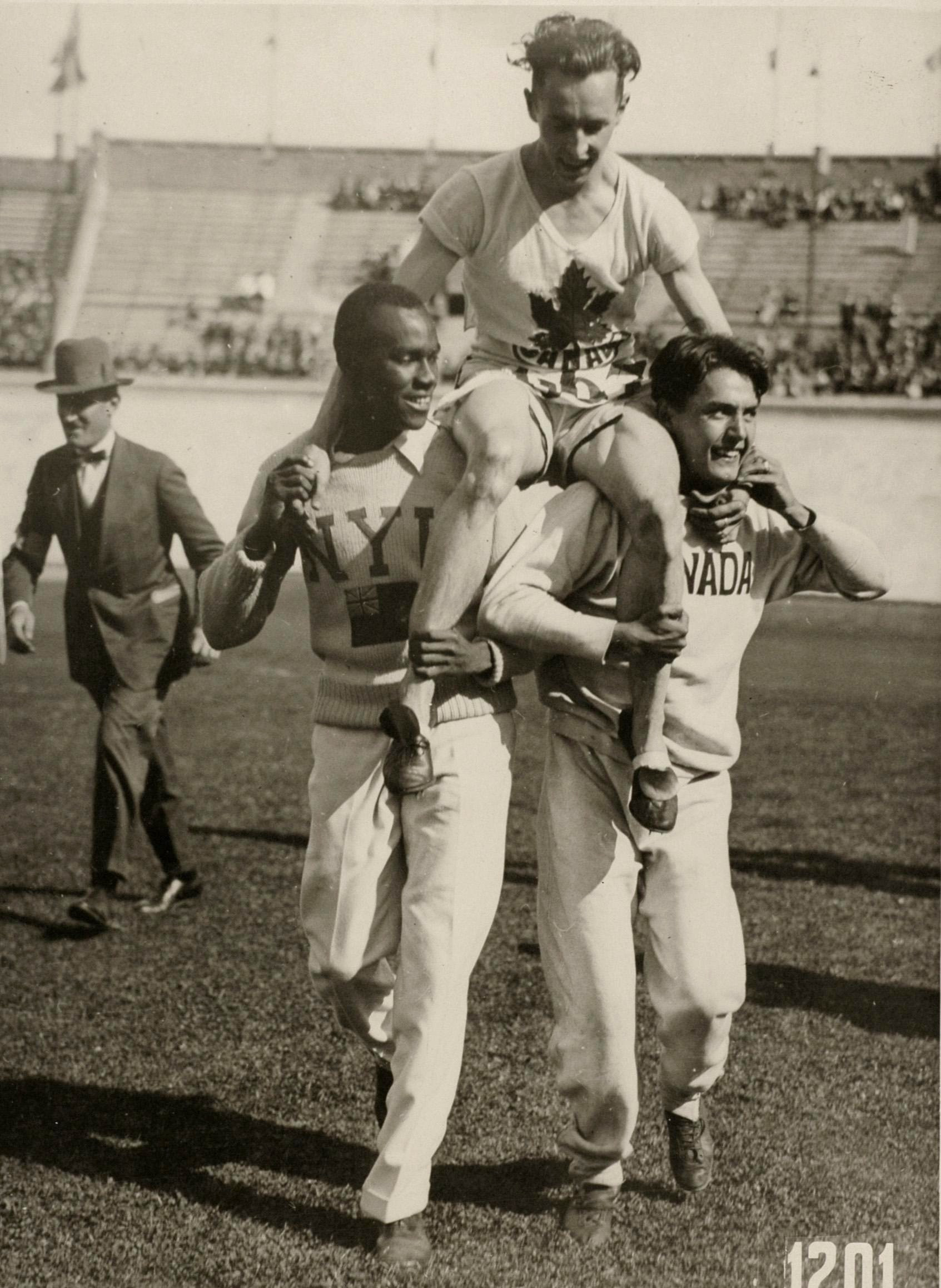
Percy Williams

Tra le vittorie si ricordano quelle di Johnny Weissmuller, che vinse due medaglie d'oro nel nuoto, e di Paavo Nurmi che vinse la sua nona e ultima medaglia d'oro nei 10.000 m. Il canadese Percy Williams vinse a sorpresa sia i 100 m e 200 m. Il giapponese Mikio Oda, vincendo il salto triplo, conquistò la prima medaglia d'oro dei paesi asiatici nella storia dei Giochi.